# Casas de Haro
Casas de Haro ist eine Gemeinde (Municipio) und ein Dorf mit 836 Einwohnern (Stand: 2024) in der Provinz Cuenca in der Autonomen Region Kastilien-La Mancha.

## Lage
Casas de Haro liegt etwa 100 Kilometer südlich von Cuenca in einer Höhe von ca. 725 m. Durch die Gemeinden führen die Autopista AP-36 und die Autovía A-31.

## Bevölkerungsentwicklung
| 1900 | 1950 | 1970 | 1981 | 1991 | 2001 | 2011 | 2021 |
| ---- | ---- | ---- | ---- | ---- | ---- | ---- | ---- |
| 1027 | 1880 | 1215 | 1018 | 898  | 886  | 886  | 837  |

## Sehenswürdigkeiten

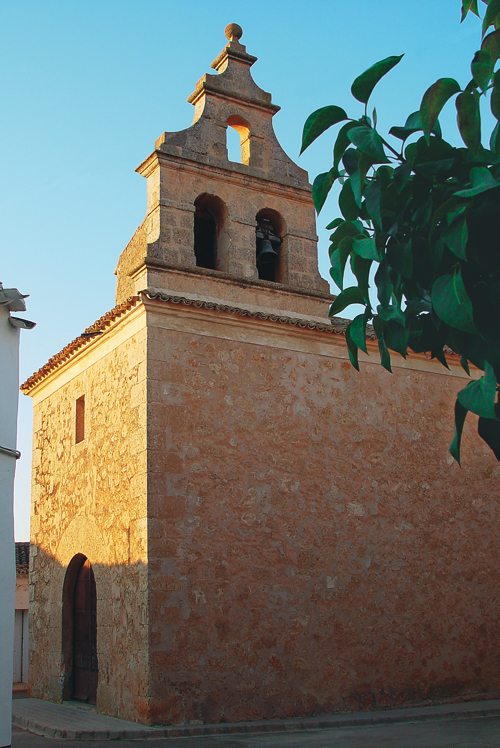
Magdalenenkirche
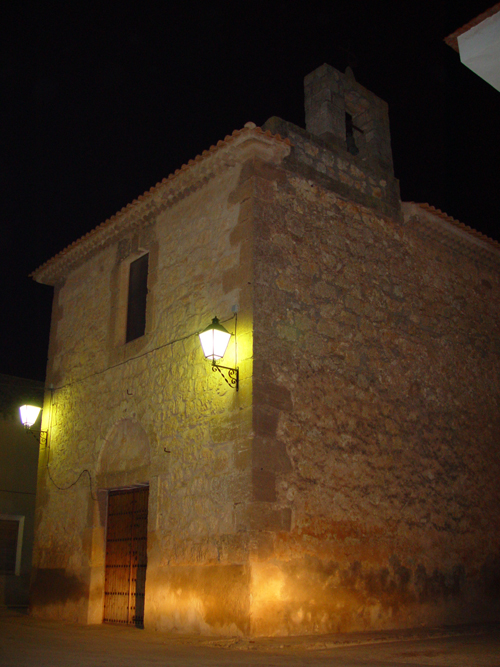
Julianuskapelle

- Magdalenenkirche
- Julianuskapelle